# Fodor Pál (lelkész)
Hajdúnánási Fodor Pál (Csobaj, 1723 tavasza – Hajdúböszörmény, 1798. október 14.) református lelkész.

## Élete
1741. április 26-án Debrecenben a felsőbb osztályba lépett, ugyanott a főiskolában a sexták, sintaxisták és poéták tanítója s 1752. március 18-ától főiskolai senior volt. 1753. január 6-ától Heidelbergben, június 4-étől Baselben tanult; innét 1754. december 11-én hazaérkezett, s Derecskére választották meg lelkésznek; itt nyolc évig tevékenykedett, azután önként lemondott és egy évig magányba vonult ugyanott; innét 1764-ben Gáborjánba hívták papnak; 1768-tól 1778. március 19-étől Csegén volt pap. Ekkor a Mária Terézia kormánya alatt a Csegével határos Polgár és Egyek község reformátusai április 29-én az egri káptalan, mint földesúr által vallásgyakorlatukban háborítva, elhagyták hajlékaikat és egy részük, az egyekiek, a Vayak tulajdonát képező ecsegi határban szálltak meg, körül árkolva magukat, deszkából templomot és paticsból házakat emelve. Ezen Csegétől egy órányira fekvő „Lager”-ban szolgált mint pap két évig. 1780. április 26-ától 1782. március 6-áig Sápon, azontúl Tégláson volt lelkész. 1785. február 22-én a téglásiak vádat emeltek ellene és elmozdítását kérték; a vádak ezek voltak: gyenge szava van, nem hallik a templomban mindenütt; jószágaira fordított ideje miatt készületlenül áll fel a szószékbe; a szószékből dühöngött az elöljárók ellen, kiket tolvajoknak mondott, vasárnap cselédjeivel dolgoztat és kihirdetés nélkül eskettetett meg néhány párt. Ezen vádak bebizonyulván, állásából elmozdították és az egyházmegyei tanácsbíróságtól is megfosztották. Erre nyugalomba vonult.

## Munkái
- „Száz és négy válogatott bibliabéli historiák, a mellyeket az ó és uj testamentomi szent irásokból a gyengéknek kedvekért öszve-szedett Hübner János. Mostan pedig a nemzetében lévő apróságnak és más rendbéli gyenge keresztyéneknek javokra német nyelvből magyarra fordított.” Basilea, 1754. és 1760. (Nagy-Károly, 1762., Pozsony, év. n. és 1772. Pozsony és Pest, 1791., Debreczen, 1769. a pozsonyi formára, 1776. 1806., Komárom. 1804., Kassa, 1806. a bázeli formára, Pest, 1817., 1828., 1832., 14. pesti kiadás, 1855. és 1856.)